# Hongtangying Yaozuxiang (ort i Kina, Hunan Sheng, lat 25,29, long 111,80)
Hongtangying Yaozuxiang är en ort i Kina. Den ligger i provinsen Hunan, i den södra delen av landet, omkring 340 kilometer söder om provinshuvudstaden Changsha. Antalet invånare är 11 887. Befolkningen består av 5 465 kvinnor och 6 422 män. Barn under 15 år utgör 20,0 %, vuxna 15-64 år 70 %, och äldre över 65 år 8,0 %.
Runt Hongtangying Yaozuxiang är det ganska tätbefolkat, med 144 invånare per kvadratkilometer. Närmaste större samhälle är Shuishizhen, 19,9 km norr om Hongtangying Yaozuxiang. I omgivningarna runt Hongtangying Yaozuxiang växer i huvudsak blandskog.
Genomsnittlig årsnederbörd är 2 044 millimeter. Den regnigaste månaden är maj, med i genomsnitt 302 mm nederbörd, och den torraste är oktober, med 49 mm nederbörd.